# Оливер, Ингрид
Ингрид Оливер (англ. Ingrid Oliver; род. 25 февраля 1977, Германия) — британская актриса и юмористка, стендап-комик.

## Биография
Ингрид Оливер родилась в ФРГ в смешанной семье (мама — англичанка, папа — из Германии). Ингрид училась в частной школе для девочек Tiffin Girls' School (Кингстон-апон-Темс, графство Суррей), там она познакомилась с Лорной Уотсон, своей будущей подругой и партнёршей в шоу-бизнесе. В дальнейшем пути девушек разошлись (Уотсон поступила в Эдинбургский университет, Оливер — в Оксфорд), но в 2005 году они дебютировали как комедийный дуэт в лондонском театре Canal Cafe Theatre. Уотсон и Оливер продолжили выступать с живыми стендап-концертами, в 2006–08 годах они принимали участие в эдинбургском фестивале «Фриндж», каждый раз собирая аншлаг на своих шоу.
С 2008 года Оливер снимается юмористических ТВ-программах и сериалах, тогда же она дебютировала в кино, сыграв в фильме Гуриндер Чадхи «Ангус, стринги и поцелуи взасос» (2008). В 2012–13 годах на канале BBC Two вышли два сезона шоу Watson & Oliver, в котором Ингрид и Лорна Уотсон разыгрывают комедийные скетчи, исполняя роли различных персонажей.
В 2013 году Оливер снялась в юбилейном выпуске британского фантастического сериала «Доктор Кто» — «День Доктора» (премьера 23 ноября 2013 на BBC One и в кинотеатрах Великобритании). Позже она сыграла ещё в трёх эпизодах: «Смерть на небесах», «Вторжение зайгонов» и «Преображение зайгонов», исполнив роль Петронеллы Осгуд. В 2019 году Оливер сыграла в комедиях «Отпетые мошенницы» и «Рождество на двоих».

## Фильмография
| Кино    | Кино                            | Кино             | Кино        |
| Год     | Фильм                           | Персонаж         | Примечания  |
| ------- | ------------------------------- | ---------------- | ----------- |
| 2008    | Пип-шоу                         | Натали           | ТВ-сериал   |
| 2008    | Ангус, стринги и поцелуи взасос | мисс Стамп       |             |
| 2010    | Меркантильная девушка           | Мими Трокмортон  | ТВ-сериал   |
| 2013–15 | Доктор Кто                      | Петронелла Осгуд | ТВ-сериал   |
| 2017    | Ты, я и он                      | Лили             |             |
| 2019    | Безмолвный свидетель            | Бриггс           | ТВ-сериал   |
| 2019    | Отпетые мошенницы               | Брижит Дежарден  |             |
| 2019    | Рождество на двоих              | офицер полиции   |             |
| 2021    | Стража                          | доктор Проблемс  | ТВ-сериал   |
| 2024    | Дорогуша                        | Диана Сент-Джон  | мини-сериал |

## Семья и личная жизнь
Мама Ингрид Оливер — британский политик Джо Гидеон, член Консервативной партии и депутат британской Палаты общин с 2019 года (избрана от округа Центральный Сток-он-Трент). Дедушка — Эрик Гидеон, ветеран Второй мировой войны и участник высадки союзных войск в Нормандии в День Д. В 2017 году он был награждён орденом Почётного легиона за свою службу во время войны.
В декабре 2022 года Ингрид вышла замуж за Ричарда Османа — автора и ведущего различных развлекательных программ на каналах BBC One и BBC Two. Ричард и Ингрид познакомились на шоу House of Games, которое ведёт Ричард Осман.